# 始祖鳥科
始祖鳥科（學名：Archaeopterygidae）是生活於侏羅紀的一科非鳥恐龙。其下包含了最為知名的始祖鳥。始祖鳥科與早期鳥類不同的是其長及骨質的尾巴，一些物種甚至有較長的第二趾。

## 分類

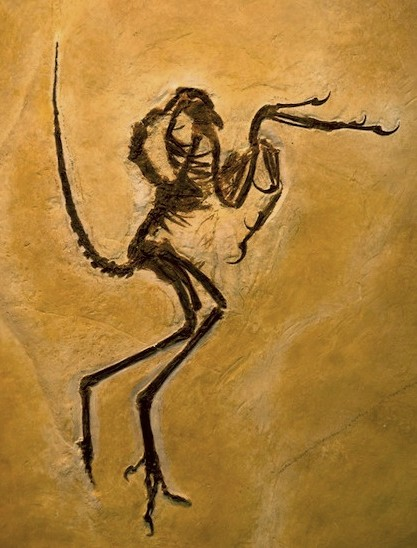
烏禾爾龍的化石標本。

始祖鳥科屬於獨有的始祖鳥目，最初其下只有始祖鳥一屬。當未有任何種系發生學的定義時，始祖鳥科是一個包含了所有接近始祖鳥而又疏於新鳥亞綱鳥類的分支。
馳龍科傳統上被認為是非鳥類的恐龍，也被分類到始祖鳥目中。後來發現的一些原始形態令早期鳥類的關係變得模糊，使伶盜龍及相似的恐龍都有可能是鳥類之一。葛瑞格利·保羅將馳龍類分類到始祖鳥目中，但大部份支序分類學的研究都認為牠們是在鳥綱之外。

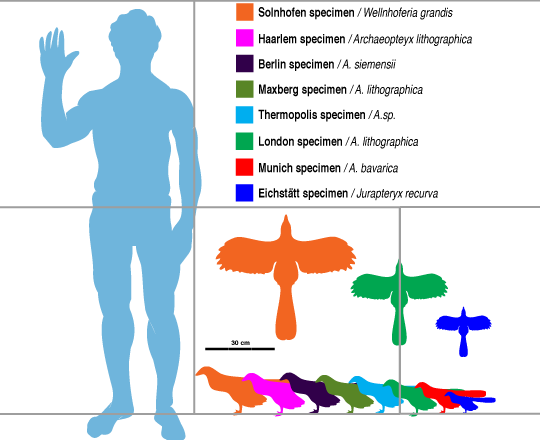
始祖鳥目各物種的大小。

原始祖鳥最初被認為是屬於始祖鳥目，但大部份古生物學家都認為牠們是屬於偷蛋龍下目。其他的如侏鳥及烏禾爾龍等都有可能是始祖鳥的異名或不是屬於同一類。金鳳鳥起初被認為是屬於始祖鳥類，但後來卻確認是傷齒龍科。